# چکاوک گنجشکی پشت‌خاکستری
چکاوک گنجشکی پشت‌خاکستری (نام علمی: Eremopterix verticalis) نام یک گونه از سرده چکاوک‌های گنجشکی است.